# Casa Estrella del Benfica
Pour les articles homonymes, voir Benfica (homonymie).
Maillots
Le club de Casa Estrella del Benfica dit Casa do Benfica est un club andorran de football basé à Andorre-la-Vieille. Il dispute en 2010-2011 le championnat de première division d'Andorre, après avoir remporté le championnat de Segona Divisió, la deuxième division nationale.

## Palmarès
- Championnat d'Andorre D2 (2)
  - Champion : 2007, 2010